# Waldenburg, Baden-Württemberg

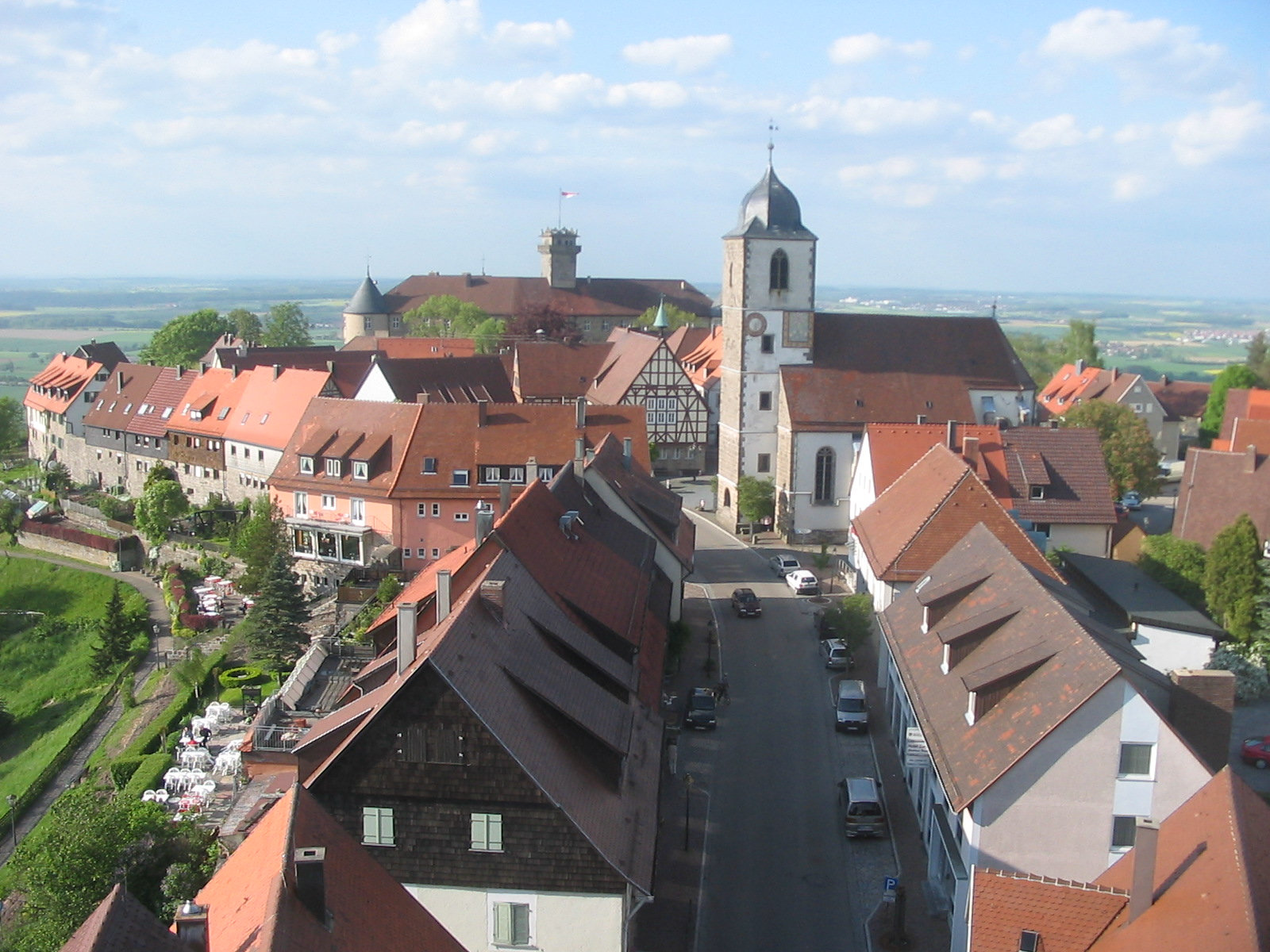
Quang cảnh nhìn từ Bergfried

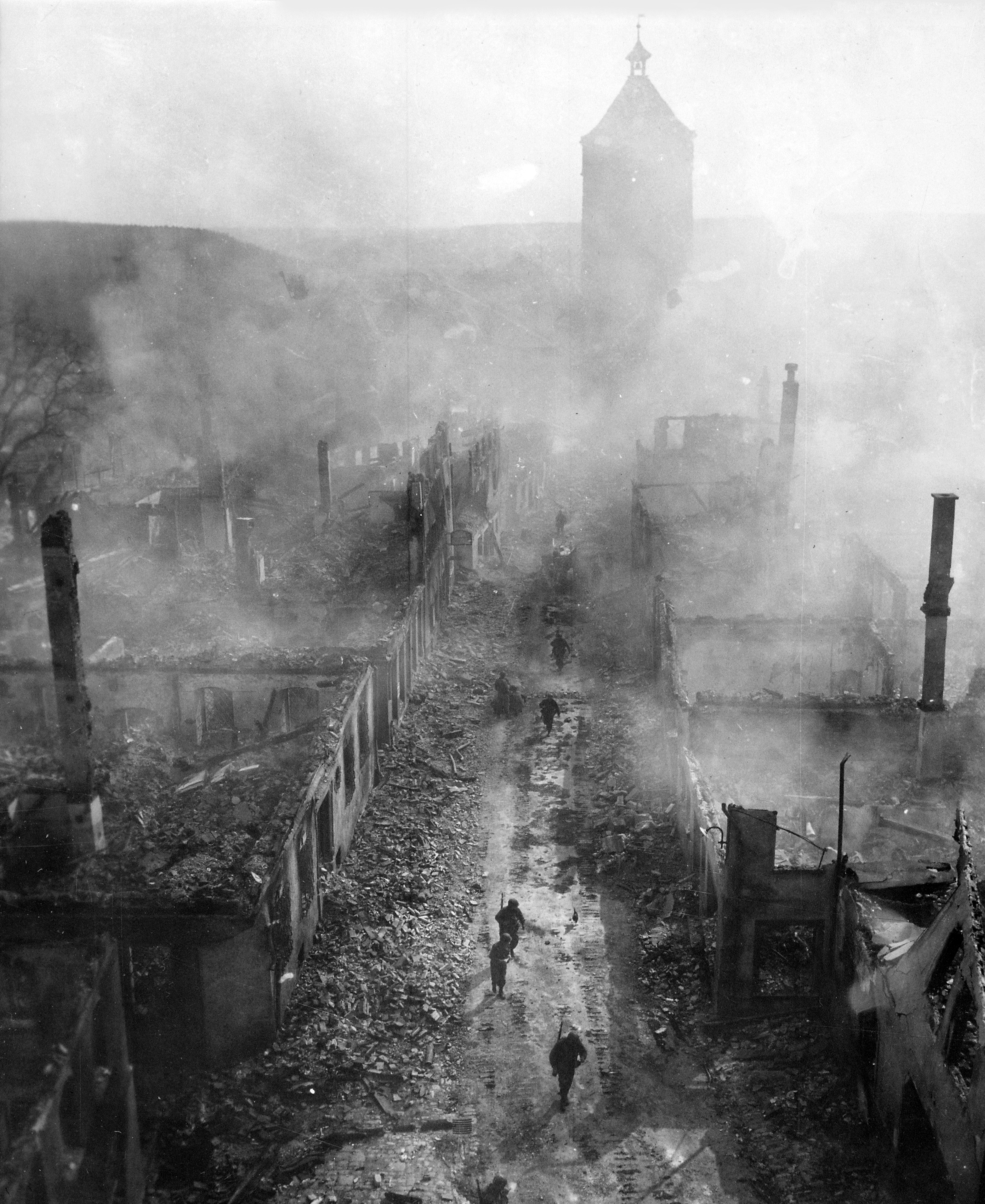
Waldenburg vào ngày 16 tháng 4 năm 1945.

Waldenburg là một thị trấn nằm ở huyện Hohenlohe, thuộc bang Baden-Württemberg, trung nam nước Đức.